# Gonja (kongerige)
Gonja var et kongerige i det nuværende nordlige Ghana grundlagt i 1675 af Sumaila Ndewura Jakpa.
Med Songhai-imperiets fald (ca. 1600) flyttede Mandefolket Ngbanya-klanen sydpå, krydsede Sorte Volta og grundlagde deres hovedstad ved Yagbum under ledelse af Naba'a.
Ngbanya ekspanderede hurtigt, erobrede flere naboer i Hvide Volta-dalen og begyndte en profitabel guldhandel med Akanstaterne gennem tidligere by Begho der lå i nærheden. I 1675 etablerede gonjaerne en overhøvding, der kaldtes Yagbongwura, til at kontrollere kongeriget. Ngbanya-dynastiet har kontrolleret området fra grundlæggelsen til i dag, med kun to korte interregnums. Den nuværende Yagbongwura, Bikunuto Jewu Soale 1. har haft sin stilling siden 2023. Gonja-riget blev oprindeligt opdelt i sektioner, overvåget af mandlige søskende børn og børnebørn til Sumaila Ndewura Jakpa. 